# Everley Gregg
Everley Gregg (26 oktober 1903 - 9 juni 1959) was een Britse actrice.

## Levensloop en carrière
Gregg werd geboren in 1903 in Bishop Stoke. In 1933 speelde ze haar eerste rol, naast Charles Laughton in The Private Life of Henry VIII. Samen met Brief Encounter uit 1945 was dit haar grootste rol.
Gregg speelde haar laatste film in 1959. In datzelfde jaar overleed ze op 55-jarige leeftijd.
- Library of Congress Control Number: no2003039290
- Virtual International Authority File: 58767000
- WorldCat: E39PBJx4jWwyCtdWHvWgTTjjYP